# Windell D. Middlebrooks
Windell Middlebrooks (ur. 8 stycznia 1979 w Fort Worth, zm. 9 marca 2015 w San Fernando Valley) – amerykański aktor, najbardziej znany z roli Kirby’ego Morrisa z serialu Suite Life: Nie ma to jak statek. Epizodycznie występował też w serialach tj. Weronika Mars, Hannah Montana czy Ostry dyżur. W latach 2011–2013 wcielał się w postać dr Curtisa Brumfielda w serialu dramatycznym Anatomia prawdy, emitowanym przez kanał ABC. Brał udział w reklamach piwa Miller High Life.
Był absolwentem Sterling College w Sterling w stanie Kansas, gdzie uzyskał licencjat w dziedzinie teatru i komunikacji w Los Angeles Film Studies Center. W 2004 roku w UCI zdobył tytuł magistra sztuki aktorskiej. Otrzymał nagrodę Chancellor’s Club Fellowship tego uniwersytetu. Zdobył także stypendium Klubu Kanclerza na Uniwersytecie Kalifornijskim w Irvine.
Middlebrooks był chrześcijaninem. Miał jednego syna Bubbę.
Zmarł w wieku 36 lat w swoim domu w dolinie San Fernando. Sekcja zwłok wykazała, że w tętnicy płucnej utworzył się skrzep, który spowodował zator.

## Filmografia
| Rok       | Tytuł                             | Rola                           | Uwagi                                                  |
| --------- | --------------------------------- | ------------------------------ | ------------------------------------------------------ |
| 2005      | Weekends at the DL                | Reggie Shanks / Mohammed       | 2 odcinki                                              |
| 2005      | The Bernie Mac Show               | Boogie                         | Odcinek: „Pop Pop Goes the Weasel”                     |
| 2006      | Julie Reno: Bounty Hunter         | Windelle                       | Odcinek pilotażowy                                     |
| 2006      | All of Us                         | Sugar Scoops Ice Cream Man     | Odcinek: „Pretty Woman”                                |
| 2007      | Na imię mi Earl                   | Landlord                       | Odcinek: „Kept a Guy Locked in a Truck”                |
| 2007      | Veronica Mars                     | Big Scary Man / Happy          | Odcinek: „Poughkeepsie, Tramps and Thieves”            |
| 2007      | Hannah Montana                    | Plumber                        | Odcinek: „You Gotta Not Fight for Your Right to Party” |
| 2007      | Ekipa                             | Delivery Guy                   | Odcinek: „Gary’s Desk”                                 |
| 2008      | Chocolate News                    | Black Ice                      | 2 odcinki                                              |
| 2008      | Ostry dyżur                       | Arnie                          | Odcinek: „Let It Snow”                                 |
| 2009      | Ace in the Hole                   | Don Braxton                    | Film telewizyjny                                       |
| 2009      | Miss March                        | Bouncer No. 1                  | Film                                                   |
| 2009      | Parks and Recreation              | Brian                          | Odcinek: „Boys’ Club”                                  |
| 2009      | Enlightened!                      | Free Bird                      | Film krótkometrażowy                                   |
| 2009–2010 | Scrubs                            | Captain Duncook                | 6 odcinków                                             |
| 2010      | Cougar Town                       | Gerald                         | Odcinek: „Everything Man”                              |
| 2008–2010 | Suite Life: Nie ma to jak statek  | Kirby Morris                   | Rola drugoplanowa; 10 odcinków (sezon 1–3)             |
| 2010      | It's Always Sunny in Philadelphia | Nick                           | 2 odcinki                                              |
| 2012      | Body of Proof: The Musical        | Curtis Brumfield               | Film krótkometrażowy                                   |
| 2011–2013 | Anatomia prawdy                   | Curtis Brumfield               | Main cast, 42 odcinki                                  |
| 2013      | TMI Hollywood                     | Host/Various                   | 1 odcinek                                              |
| 2014      | The Mason Twins                   | Chance                         | Film telewizyjny                                       |
| 2014      | Mighty Med                        | Mr. Patterson / Agent Blaylock | 2 odcinki                                              |
| 2015      | Blunt Talk                        | Terrence Hibert                | Odcinek: „A Beaver That’s Lost Its Mind”               |
| 2015      | Road Hard                         | Reggie                         | Premiera filmu odbyła się trzy dni po śmierci aktora   |